# Aéroports les plus fréquentés du monde par des mouvements d'aéronefs
Cet article présente les 10 aéroports mondiaux les plus occupés par rapport aux nombres totaux de mouvements (données fournies par le Conseil international des aéroports). Un mouvement est compté comme un atterrissage ou un décollage d'un aéronef.

## Classement 2022
| Rang | Aéroport                                                                                  | Situation                                   | Code (IATA/ICAO) | Nombre de mouvements | Évolution       | Changement |
| ---- | ----------------------------------------------------------------------------------------- | ------------------------------------------- | ---------------- | -------------------- | --------------- | ---------- |
| 1    | Aéroport international Hartsfield-Jackson d'Atlanta                                       | Atlanta, Géorgie, États-Unis                | ATL/KATL         | 724 145              | en augmentation | +2,3 %     |
| 2    | Aéroport international O'Hare de Chicago                                                  | Chicago, Illinois, États-Unis               | ORD/KORD         | 711 561              | en augmentation | +4,0 %     |
| 3    | Aéroport international de Dallas-Fort Worth                                               | Dallas/Fort Worth, Texas, États-Unis        | DFW/KDFW         | 656 676              | en stagnation   | +0,7 %     |
| 4    | Aéroport international de Denver                                                          | Denver, Colorado, États-Unis                | DEN/KDEN         | 607 786              | en augmentation | +4,6 %     |
| 7    | Aéroport international Harry-Reid (anciennement appelé "Aéroport international McCarran") | Las Vegas, Nevada, États-Unis               | LAS/KLAS         | 581 116              | en augmentation | +19,4 %    |
| 6    | Aéroport international de Los Angeles                                                     | Los Angeles, Californie, États-Unis         | LAX/KLAX         | 556 913              | en augmentation | +9,9 %     |
| 5    | Aéroport international Charlotte-Douglas                                                  | Charlotte, Caroline du Nord, États-Unis     | CLT              | 505 589              | en augmentation | +2,8 %     |
| 9    | Aéroport international de Miami                                                           | Miami, Floride, États-Unis                  | MIA/KMIA         | 387 973              | en augmentation | +18,2 %    |
| 8    | Aéroport international de New York - John-F.-Kennedy                                      | Queens, New York City, New York, États-Unis | JFK/KJFK         | 448 847              | en augmentation | +54,4 %    |
| 10   | Aéroport d'Istanbul                                                                       | Istanbul, Région de Marmara, Turquie        | IST/LTFM         | 425 890              | en augmentation | +52,0 %    |

## Classement 2021
| Rang | Aéroport                                                                                  | Situation                               | Code (IATA/ICAO) | Nombre de mouvements | Évolution       | Changement |
| ---- | ----------------------------------------------------------------------------------------- | --------------------------------------- | ---------------- | -------------------- | --------------- | ---------- |
| 1    | Aéroport international Hartsfield-Jackson d'Atlanta                                       | Atlanta, Géorgie, États-Unis            | ATL/KATL         | 707 661              | en augmentation | +29,1 %    |
| 2    | Aéroport international O'Hare de Chicago                                                  | Chicago, Illinois, États-Unis           | ORD/KORD         | 684 201              | en augmentation | +27,1 %    |
| 3    | Aéroport international de Dallas-Fort Worth                                               | Dallas/Fort Worth, Texas, États-Unis    | DFW/KDFW         | 651 895              | en augmentation | +26,7 %    |
| 4    | Aéroport international de Denver                                                          | Denver, Colorado, États-Unis            | DEN/KDEN         | 580 866              | en augmentation | +32,9 %    |
| 5    | Aéroport international Charlotte-Douglas                                                  | Charlotte, Caroline du Nord, États-Unis | CLT              | 519 895              | en augmentation | +30,6 %    |
| 6    | Aéroport international de Los Angeles                                                     | Los Angeles, Californie, États-Unis     | LAX/KLAX         | 506 769              | en augmentation | +33,6 %    |
| 7    | Aéroport international Harry-Reid (anciennement appelé "Aéroport international McCarran") | Las Vegas, Nevada, États-Unis           | LAS/KLAS         | 486 540              | en augmentation | +50,4 %    |
| 8    | Aéroport de Phoenix-Deer Valley                                                           | Phoenix, Arizona, États-Unis            | DVT/KDVT         | 408 285              | en augmentation | +31,6 %    |
| 9    | Aéroport international de Miami                                                           | Miami, Floride, États-Unis              | MIA/KMIA         | 387 973              | en augmentation | +54,4 %    |
| 10   | Aéroport intercontinental George-Bush de Houston                                          | Houston, Texas, États-Unis              | IAH/KIAH         | 378 562              | en augmentation | +41,4 %    |

## Classement 2020
| Rang | Aéroport                                            | Situation                               | Code (IATA/ICAO) | Nombre de mouvements | Évolution     | Changement |
| ---- | --------------------------------------------------- | --------------------------------------- | ---------------- | -------------------- | ------------- | ---------- |
| 1    | Aéroport international Hartsfield-Jackson d'Atlanta | Atlanta, Géorgie, États-Unis            | ATL/KATL         | 548 016              | en diminution | -39,4 %    |
| 2    | Aéroport international O'Hare de Chicago            | Chicago, Illinois, États-Unis           | ORD/KORD         | 538 211              | en diminution | -41,5 %    |
| 3    | Aéroport international de Dallas-Fort Worth         | Dallas/Fort Worth, Texas, États-Unis    | DFW/KDFW         | 514 702              | en diminution | -28,5 %    |
| 4    | Aéroport international de Denver                    | Denver, Colorado, États-Unis            | DEN/KDEN         | 436 971              | en diminution | -30,9 %    |
| 5    | Aéroport de Phoenix-Deer Valley                     | Phoenix, Arizona, États-Unis            | DVT/KDVT         | 402 444              | en diminution | -11,9 %    |
| 6    | Aéroport international Charlotte-Douglas            | Charlotte, Caroline du Nord, États-Unis | CLT              | 397 983              | en diminution | -31,2 %    |
| 7    | Aéroport international de Los Angeles               | Los Angeles, Californie, États-Unis     | LAX/KLAX         | 379 364              | en diminution | -45,1 %    |
| 8    | Aéroport international de Canton-Baiyun             | Canton, Guangdong, Chine                | CAN/ZGGG         | 373 421              | en diminution | -24,0 %    |
| 9    | Aéroport international de Shanghai-Pudong           | Pudong, Shanghai, Chine                 | PVG/ZSPD         | 325 678              | en diminution | -36,4 %    |
| 10   | Aéroport international McCarran                     | Las Vegas, Nevada, États-Unis           | LAS/KLAS         | 323 422              | en diminution | -41,5 %    |

## Classement 2017
| Rang | Aéroport                                            | Situation                                    | Code (IATA/ICAO) | Nombre de mouvements | Évolution       | Changement |
| ---- | --------------------------------------------------- | -------------------------------------------- | ---------------- | -------------------- | --------------- | ---------- |
| 1    | Aéroport international Hartsfield-Jackson d'Atlanta | Atlanta, Géorgie, États-Unis                 | ATL/KATL         | 879 560              | en diminution   | -2,1 %     |
| 2    | Aéroport international O'Hare de Chicago            | Chicago, Illinois, États-Unis                | ORD/KORD         | 867 049              | en stagnation   | -0,1 %     |
| 3    | Aéroport international de Los Angeles               | Los Angeles, Californie, États-Unis          | LAX/KLAX         | 700 362              | en stagnation   | +0,5 %     |
| 4    | Aéroport international de Dallas-Fort Worth         | Dallas/Fort Worth, Texas, États-Unis         | DFW/KDFW         | 654 344              | en diminution   | -2,7 %     |
| 5    | Aéroport international de Pékin                     | Pékin, Chine                                 | PEK              | 597 259              | en diminution   | -1,5 %     |
| 6    | Aéroport international de Denver                    | Denver, Colorado, États-Unis                 | DEN/KDEN         | 574 966              | en augmentation | +1,7 %     |
| 7    | Aéroport international Charlotte-Douglas            | Charlotte, Caroline du Nord, États-Unis      | CLT              | 553 817              | en augmentation | +1,5 %     |
| 8    | Aéroport international McCarran                     | Las Vegas, Nevada, États-Unis                | LAS/KLAS         | 542 994              | en stagnation   | +0,3 %     |
| 9    | Aéroport d'Amsterdam-Schiphol                       | Amsterdam, Hollande-Septentrionale, Pays-Bas | AMS/EHAM         | 514 625              | en augmentation | +3,6 %     |
| 10   | Aéroport international de Shanghai-Pudong           | Pudong, Shanghai, Chine                      | PVG/ZSPD         | 496 774              | en augmentation | +3,5 %     |

## Classement 2016
| Rang | Aéroport                                            | Situation                                    | Code (IATA/ICAO) | Nombre de mouvements | Évolution       | Changement |
| ---- | --------------------------------------------------- | -------------------------------------------- | ---------------- | -------------------- | --------------- | ---------- |
| 1    | Aéroport international Hartsfield-Jackson d'Atlanta | Atlanta, Géorgie, États-Unis                 | ATL/KATL         | 898 356              | en augmentation | +1,8 %     |
| 2    | Aéroport international O'Hare de Chicago            | Chicago, Illinois, États-Unis                | ORD/KORD         | 867 365              | en stagnation   | -0,9 %     |
| 3    | Aéroport international de Los Angeles               | Los Angeles, Californie, États-Unis          | LAX/KLAX         | 697 138              | en augmentation | +6,3 %     |
| 4    | Aéroport international de Dallas-Fort Worth         | Dallas/Fort Worth, Texas, États-Unis         | DFW/KDFW         | 672 748              | en diminution   | -1,3 %     |
| 5    | Aéroport international de Pékin                     | Pékin, Chine                                 | PEK              | 606 686              | en augmentation | +2,7 %     |
| 6    | Aéroport international de Denver                    | Denver, Colorado, États-Unis                 | DEN/KDEN         | 565 503              | en diminution   | -4,5 %     |
| 7    | Aéroport international Charlotte-Douglas            | Charlotte, Caroline du Nord, États-Unis      | CLT              | 545 742              | en stagnation   | +0,3 %     |
| 8    | Aéroport international McCarran                     | Las Vegas, Nevada, États-Unis                | LAS/KLAS         | 541 428              | en augmentation | +2,1 %     |
| 9    | Aéroport d'Amsterdam-Schiphol                       | Amsterdam, Hollande-Septentrionale, Pays-Bas | AMS/EHAM         | 496 256              | en augmentation | +6,6 %     |
| 10   | Aéroport international de Shanghai-Pudong           | Pudong, Shanghai, Chine                      | PVG/ZSPD         | 479 902              | en augmentation | +6,8 %     |

## Classement 2015
| Rang | Aéroport                                            | Situation                               | Code (IATA/ICAO) | Nombre de mouvements | Évolution       | Changement |
| ---- | --------------------------------------------------- | --------------------------------------- | ---------------- | -------------------- | --------------- | ---------- |
| 1    | Aéroport international Hartsfield-Jackson d'Atlanta | Atlanta, Géorgie, États-Unis            | ATL/KATL         | 882 497              | en augmentation | +1,6 %     |
| 2    | Aéroport international O'Hare de Chicago            | Chicago, Illinois, États-Unis           | ORD/KORD         | 875 136              | en stagnation   | -0,8 %     |
| 3    | Aéroport international de Dallas-Fort Worth         | Dallas/Fort Worth, Texas, États-Unis    | DFW/KDFW         | 681 244              | en stagnation   | +0,2 %     |
| 4    | Aéroport international de Los Angeles               | Los Angeles, Californie, États-Unis     | LAX/KLAX         | 655 564              | en augmentation | +3,0 %     |
| 5    | Aéroport international de Pékin                     | Pékin, Chine                            | PEK              | 590 169              | en augmentation | +1,4 %     |
| 6    | Aéroport international de Denver                    | Denver, Colorado, États-Unis            | DEN/KDEN         | 541 213              | en diminution   | -4,3 %     |
| 7    | Aéroport international Charlotte-Douglas            | Charlotte, Caroline du Nord, États-Unis | CLT              | 540 944              | en stagnation   | -0,8 %     |
| 8    | Aéroport international McCarran                     | Las Vegas, Nevada, États-Unis           | LAS/KLAS         | 522 399              | en stagnation   | +0,3 %     |
| 9    | Aéroport intercontinental George-Bush de Houston    | Houston, Texas, États-Unis              | IAH/KIAH         | 502 844              | en diminution   | +1,2 %     |
| 10   | Aéroport de Paris-Charles-de-Gaulle                 | Roissy-en-France, Île-de-France, France | CDG/LFPG         | 475 776              | en stagnation   | +0,9 %     |

## Classement 2014
| Rang | Aéroport                                            | Situation                               | Code (IATA/ICAO) | Nombre de mouvements | Évolution       | Changement |
| ---- | --------------------------------------------------- | --------------------------------------- | ---------------- | -------------------- | --------------- | ---------- |
| 1    | Aéroport international O'Hare de Chicago            | Chicago, Illinois, États-Unis           | ORD/KORD         | 881 933              | en stagnation   | -0,2 %     |
| 2    | Aéroport international Hartsfield-Jackson d'Atlanta | Atlanta, Géorgie, États-Unis            | ATL/KATL         | 868 359              | en diminution   | -4,7 %     |
| 3    | Aéroport international de Dallas-Fort Worth         | Dallas/Fort Worth, Texas, États-Unis    | DFW/KDFW         | 679 820              | en stagnation   | +0,3 %     |
| 4    | Aéroport international de Los Angeles               | Los Angeles, Californie, États-Unis     | LAX/KLAX         | 636 706              | en augmentation | +3,5 %     |
| 5    | Aéroport international de Pékin                     | Pékin, Chine                            | PEK              | 581 773              | en augmentation | +2,5 %     |
| 6    | Aéroport international de Denver                    | Denver, Colorado, États-Unis            | DEN/KDEN         | 565 525              | en diminution   | -2,9 %     |
| 7    | Aéroport international Charlotte-Douglas            | Charlotte, Caroline du Nord, États-Unis | CLT              | 545 178              | en diminution   | -2,3 %     |
| 8    | Aéroport international McCarran                     | Las Vegas, Nevada, États-Unis           | LAS/KLAS         | 522 399              | en stagnation   | +0,3 %     |
| 9    | Aéroport intercontinental George-Bush de Houston    | Houston, Texas, États-Unis              | IAH/KIAH         | 508 935              | en stagnation   | +0,5 %     |
| 10   | Aéroport de Londres-Heathrow                        | Londres, Angleterre, Royaume-Uni        | LHR/EGLL         | 472 817              | en stagnation   | +0,2 %     |

## Classement 2013
| Rang | Aéroport                                            | Situation                               | Code (IATA/ICAO) | Nombre de mouvements | Évolution       | Changement |
| ---- | --------------------------------------------------- | --------------------------------------- | ---------------- | -------------------- | --------------- | ---------- |
| 1    | Aéroport international Hartsfield-Jackson d'Atlanta | Atlanta, Géorgie, États-Unis            | ATL/KATL         | 911 074              | en diminution   | -2,1 %     |
| 2    | Aéroport international O'Hare de Chicago            | Chicago, Illinois, États-Unis           | ORD/KORD         | 883 287              | en stagnation   | +0,6 %     |
| 3    | Aéroport international de Dallas-Fort Worth         | Dallas/Fort Worth, Texas, États-Unis    | DFW/KDFW         | 678 059              | en augmentation | +4,3 %     |
| 4    | Aéroport international de Los Angeles               | Los Angeles, Californie, États-Unis     | LAX/KLAX         | 614 917              | en augmentation | +1,6 %     |
| 5    | Aéroport international de Denver                    | Denver, Colorado, États-Unis            | DEN/KDEN         | 582 653              | en diminution   | -4,9 %     |
| 6    | Aéroport international de Pékin                     | Pékin, Chine                            | PEK              | 567 759              | en augmentation | +1,9 %     |
| 7    | Aéroport international Charlotte-Douglas            | Charlotte, Caroline du Nord, États-Unis | CLT              | 557 948              | en augmentation | +1,1 %     |
| 8    | Aéroport international McCarran                     | Las Vegas, Nevada, États-Unis           | LAS/KLAS         | 520 992              | en diminution   | -1,3 %     |
| 9    | Aéroport intercontinental George-Bush de Houston    | Houston, Texas, États-Unis              | IAH/KIAH         | 496 908              | en diminution   | -1,2 %     |
| 10   | Aéroport de Paris-Charles-de-Gaulle                 | Roissy-en-France, Île-de-France, France | CDG/LFPG         | 478 306              | en diminution   | -3,9 %     |

## Classement 2012
| Rang | Aéroport                                            | Situation                               | Code (IATA/ICAO) | Nombre de mouvements | Évolution       | Changement |
| ---- | --------------------------------------------------- | --------------------------------------- | ---------------- | -------------------- | --------------- | ---------- |
| 1    | Aéroport international Hartsfield-Jackson d'Atlanta | Atlanta, Géorgie, États-Unis            | ATL/KATL         | 930 250              | en stagnation   | +0,7 %     |
| 2    | Aéroport international O'Hare de Chicago            | Chicago, Illinois, États-Unis           | ORD/KORD         | 878 108              | en stagnation   | +0,3 %     |
| 3    | Aéroport international de Dallas-Fort Worth         | Dallas/Fort Worth, Texas, États-Unis    | DFW/KDFW         | 650 124              | en stagnation   | +0,5 %     |
| 4    | Aéroport international de Denver                    | Denver, Colorado, États-Unis            | DEN/KDEN         | 612 557              | en diminution   | -2,6 %     |
| 5    | Aéroport international de Los Angeles               | Los Angeles, Californie, États-Unis     | LAX/KLAX         | 605 480              | en stagnation   | +0,3 %     |
| 6    | Aéroport international de Pékin                     | Pékin, Chine                            | PEK              | 557 167              | en augmentation | +4,5 %     |
| 7    | Aéroport international Charlotte-Douglas            | Charlotte, Caroline du Nord, États-Unis | CLT              | 552 093              | en augmentation | +2,3 %     |
| 8    | Aéroport international McCarran                     | Las Vegas, Nevada, États-Unis           | LAS/KLAS         | 527 739              | en stagnation   | -0,7 %     |
| 9    | Aéroport intercontinental George-Bush de Houston    | Houston, Texas, États-Unis              | IAH/KIAH         | 510 242              | en diminution   | -3,5 %     |
| 10   | Aéroport de Paris-Charles-de-Gaulle                 | Roissy-en-France, Île-de-France, France | CDG/LFPG         | 497 763              | en diminution   | -3,2 %     |

## Classement 2011
| Rang | Aéroport                                            | Situation                               | Code (IATA/ICAO) | Nombre de mouvements | Évolution       | Changement |
| ---- | --------------------------------------------------- | --------------------------------------- | ---------------- | -------------------- | --------------- | ---------- |
| 1    | Aéroport international Hartsfield-Jackson d'Atlanta | Atlanta, Géorgie, États-Unis            | ATL/KATL         | 923 996              | en diminution   | -2,7 %     |
| 2    | Aéroport international O'Hare de Chicago            | Chicago, Illinois, États-Unis           | ORD/KORD         | 878 798              | en stagnation   | -0,4 %     |
| 3    | Aéroport international de Los Angeles               | Los Angeles, Californie, États-Unis     | LAX/KLAX         | 702 895              | en augmentation | +5,4 %     |
| 4    | Aéroport international de Dallas-Fort Worth         | Dallas/Fort Worth, Texas, États-Unis    | DFW/KDFW         | 646 803              | en stagnation   | -0,8 %     |
| 5    | Aéroport international de Denver                    | Denver, Colorado, États-Unis            | DEN/KDEN         | 628 796              | en stagnation   | -0,2 %     |
| 6    | Aéroport international Charlotte-Douglas            | Charlotte, Caroline du Nord, États-Unis | CLT              | 539 842              | en augmentation | +2,0 %     |
| 7    | Aéroport international de Pékin                     | Pékin, Chine                            | PEK              | 533 257              | en augmentation | +3 %       |
| 8    | Aéroport international McCarran                     | Las Vegas, Nevada, États-Unis           | LAS/KLAS         | 531 538              | en augmentation | +5,1 %     |
| 9    | Aéroport intercontinental George-Bush de Houston    | Houston, Texas, États-Unis              | IAH/KIAH         | 517 262              | en diminution   | -2,7 %     |
| 10   | Aéroport de Paris-Charles-de-Gaulle                 | Roissy-en-France, Île-de-France, France | CDG/LFPG         | 514 059              | en augmentation | +2,8 %     |

## Classement 2010
| Rang | Aéroport                                            | Situation                               | Code (IATA/ICAO) | Nombre de mouvements | Évolution       | Changement |
| ---- | --------------------------------------------------- | --------------------------------------- | ---------------- | -------------------- | --------------- | ---------- |
| 1    | Aéroport international Hartsfield-Jackson d'Atlanta | Atlanta, Géorgie, États-Unis            | ATL/KATL         | 950 119              | en diminution   | -2,1 %     |
| 2    | Aéroport international O'Hare de Chicago            | Chicago, Illinois, États-Unis           | ORD/KORD         | 882 617              | en augmentation | +6,6 %     |
| 3    | Aéroport international de Los Angeles               | Los Angeles, Californie, États-Unis     | LAX/KLAX         | 666 938              | en augmentation | +4,8 %     |
| 4    | Aéroport international de Dallas-Fort Worth         | Dallas/Fort Worth, Texas, États-Unis    | DFW/KDFW         | 652 261              | en augmentation | +2,1 %     |
| 5    | Aéroport international de Denver                    | Denver, Colorado, États-Unis            | DEN/KDEN         | 630 063              | en augmentation | +3,8 %     |
| 6    | Aéroport intercontinental George-Bush de Houston    | Houston, Texas, États-Unis              | IAH/KIAH         | 531 347              | en diminution   | -1,3 %     |
| 7    | Aéroport international Charlotte-Douglas            | Charlotte, Caroline du Nord, États-Unis | CLT              | 529 101              | en augmentation | +3,9 %     |
| 8    | Aéroport international de Pékin                     | Pékin, Chine                            | PEK              | 517 584              | en augmentation | +6 %       |
| 9    | Aéroport international McCarran                     | Las Vegas, Nevada, États-Unis           | LAS/KLAS         | 505 591              | en diminution   | -1,1 %     |
| 10   | Aéroport de Paris-Charles-de-Gaulle                 | Roissy-en-France, Île-de-France, France | CDG/LFPG         | 499 997              | en diminution   | -4,8 %     |

## Classement 2009
| Rang | Aéroport                                            | Situation                               | Code (IATA/ICAO) | Nombre de mouvements | Évolution       | Changement |
| ---- | --------------------------------------------------- | --------------------------------------- | ---------------- | -------------------- | --------------- | ---------- |
| 1    | Aéroport international Hartsfield-Jackson d'Atlanta | Atlanta, Géorgie, États-Unis            | ATL/KATL         | 970 235              | en stagnation   | -0,8 %     |
| 2    | Aéroport international O'Hare de Chicago            | Chicago, Illinois, États-Unis           | ORD/KORD         | 827 899              | en diminution   | -6,1 %     |
| 3    | Aéroport international de Dallas-Fort Worth         | Dallas/Fort Worth, Texas, États-Unis    | DFW/KDFW         | 638 782              | en diminution   | -2,7 %     |
| 4    | Aéroport international de Los Angeles               | Los Angeles, Californie, États-Unis     | LAX/KLAX         | 634 383              | en diminution   | -15,9 %    |
| 5    | Aéroport international de Denver                    | Denver, Colorado, États-Unis            | DEN/KDEN         | 607 019              | en diminution   | -2 %       |
| 6    | Aéroport international McCarran                     | Las Vegas, Nevada, États-Unis           | LAS/KLAS         | 538 168              | en diminution   | -6,6 %     |
| 7    | Aéroport de Paris-Charles-de-Gaulle                 | Roissy-en-France, Île-de-France, France | CDG/LFPG         | 525 314              | en diminution   | -6,2 %     |
| 8    | Aéroport intercontinental George-Bush de Houston    | Houston, Texas, États-Unis              | IAH/KIAH         | 511 064              | en diminution   | -11,2 %    |
| 9    | Aéroport international Charlotte-Douglas            | Charlotte, Caroline du Nord, États-Unis | CLT              | 509 444              | en diminution   | -5 %       |
| 10   | Aéroport international de Pékin                     | Pékin, Chine                            | PEK              | 488 505              | en augmentation | +13,2 %    |

## Classement 2008
| Rang | Aéroport                                            | Situation                               | Code (IATA/ICAO) | Nombre de mouvements | Évolution       | Changement |
| ---- | --------------------------------------------------- | --------------------------------------- | ---------------- | -------------------- | --------------- | ---------- |
| 1    | Aéroport international Hartsfield-Jackson d'Atlanta | Atlanta, Géorgie, États-Unis            | ATL/KATL         | 978 824              | en diminution   | -1,6 %     |
| 2    | Aéroport international O'Hare de Chicago            | Chicago, Illinois, États-Unis           | ORD/KORD         | 881 566              | en diminution   | -4,9 %     |
| 3    | Aéroport international de Dallas-Fort Worth         | Dallas/Fort Worth, Texas, États-Unis    | DFW/KDFW         | 656 310              | en diminution   | -4,3 %     |
| 4    | Aéroport international de Los Angeles               | Los Angeles, Californie, États-Unis     | LAX/KLAX         | 622 506              | en diminution   | -8,6 %     |
| 5    | Aéroport international de Denver                    | Denver, Colorado, États-Unis            | DEN/KDEN         | 619 503              | en stagnation   | +0,9 %     |
| 6    | Aéroport international McCarran                     | Las Vegas, Nevada, États-Unis           | LAS/KLAS         | 578 949              | en diminution   | -5,0 %     |
| 7    | Aéroport intercontinental George-Bush de Houston    | Houston, Texas, États-Unis              | IAH/KIAH         | 576 062              | en augmentation | +4,6 %     |
| 8    | Aéroport de Paris-Charles-de-Gaulle                 | Roissy-en-France, Île-de-France, France | CDG/LFPG         | 559 816              | en augmentation | +1,3 %     |
| 9    | Aéroport international Charlotte-Douglas            | Charlotte, Caroline du Nord, États-Unis | CLT              | 536 253              | en augmentation | +2,6 %     |
| 10   | Aéroport international Sky Harbor de Phoenix        | Phoenix, Arizona, États-Unis            | PHX              | 502 499              | en diminution   | -6,8 %     |

## Classement 2007
| Rang | Aéroport                                            | Situation                               | Code (IATA/ICAO) | Nombre de mouvements | Évolution       | Changement |
| ---- | --------------------------------------------------- | --------------------------------------- | ---------------- | -------------------- | --------------- | ---------- |
| 1.   | Aéroport international Hartsfield-Jackson d'Atlanta | Atlanta, Géorgie, États-Unis            | ATL/KATL         | 994 346              | en augmentation | +1,8 %     |
| 2.   | Aéroport international O'Hare de Chicago            | Chicago, Illinois, États-Unis           | ORD/KORD         | 926 973              | en diminution   | -3,3 %     |
| 3.   | Aéroport international de Dallas-Fort Worth         | Dallas/Fort Worth, Texas, États-Unis    | DFW/KDFW         | 685 491              | en diminution   | -2,0 %     |
| 4.   | Aéroport international de Los Angeles               | Los Angeles, Californie, États-Unis     | LAX/KLAX         | 680 954              | en augmentation | +3,7 %     |
| 5.   | Aéroport international de Denver                    | Denver, Colorado, États-Unis            | DEN/KDEN         | 614 065              | en augmentation | +2,8 %     |
| 6    | Aéroport international McCarran                     | Las Vegas, Nevada, États-Unis           | LAS/KLAS         | 609 472              | en diminution   | -1,6 %     |
| 7    | Aéroport intercontinental George-Bush de Houston    | Houston, Texas, États-Unis              | IAH/KIAH         | 603 656              | en stagnation   | +0,2 %     |
| 8    | Aéroport de Paris-Charles-de-Gaulle                 | Roissy-en-France, Île-de-France, France | CDG/LFPG         | 552 721              | en augmentation | +2,1 %     |
| 9    | Aéroport international Sky Harbor de Phoenix        | Phoenix, Arizona, États-Unis            | PHX/KPHX         | 539 211              | en diminution   | -1,3 %     |
| 10   | Aéroport international Charlotte-Douglas            | Charlotte, Caroline du Nord, États-Unis | CLT              | 522 541              | en augmentation | +2,6 %     |

## Classement 2006
| Rang | Aéroport                                            | Situation                               | Code (IATA/ICAO) | Nombre de mouvements | Évolution / rang 2005 | Changement |
| ---- | --------------------------------------------------- | --------------------------------------- | ---------------- | -------------------- | --------------------- | ---------- |
| 1    | Aéroport international Hartsfield-Jackson d'Atlanta | Atlanta, Géorgie, États-Unis            | ATL              | 976 447              | en stagnation         | -0,4 %     |
| 2    | Aéroport international O'Hare de Chicago            | Chicago, Illinois, États-Unis           | ORD              | 958 643              | en diminution         | -1,4 %     |
| 3    | Aéroport international de Dallas-Fort Worth         | Dallas/Fort Worth, Texas, États-Unis    | DFW              | 699 773              | en diminution         | -1,8 %     |
| 4    | Aéroport international de Los Angeles               | Los Angeles, Californie, États-Unis     | LAX/KLAX         | 656 842              | en stagnation         | +1,0 %     |
| 5    | Aéroport international McCarran                     | Las Vegas, Nevada, États-Unis           | LAS/KLAS         | 619 486              | en augmentation       | +2,4 %     |
| 6    | Aéroport intercontinental George-Bush de Houston    | Houston, Texas, États-Unis              | IAH/KIAH         | 602 672              | en augmentation       | +7,1 %     |
| 7    | Aéroport international de Denver                    | Denver, Colorado, États-Unis            | DEN/KDEN         | 597 156              | en augmentation       | +6,5 %     |
| 8    | Aéroport international Sky Harbor de Phoenix        | Phoenix, Arizona, États-Unis            | PHX/KPHX         | 546 510              | en diminution         | -3,0 %     |
| 9    | Aéroport de Paris-Charles-de-Gaulle                 | Roissy-en-France, Île-de-France, France | CDG/LFPG         | 541 566              | en augmentation       | +3,6 %     |
| 10   | Aéroport international de Philadelphie              | Philadelphie, Pennsylvanie, États-Unis  | PHL/KPHL         | 515 869              | en diminution         | -3.7 %     |

## Classement 2002
| Rang | Aéroport                                            | Situation                               | Code (IATA/ICAO) | Nombre de mouvements | Évolution / rang 2005 | Changement |
| ---- | --------------------------------------------------- | --------------------------------------- | ---------------- | -------------------- | --------------------- | ---------- |
| 1    | Aéroport international O'Hare de Chicago            | Chicago, Illinois, États-Unis           | ORD              | 922 817              | en augmentation       | +1,2 %     |
| 2    | Aéroport international Hartsfield-Jackson d'Atlanta | Atlanta, Géorgie, États-Unis            | ATL              | 889 966              | en stagnation         | -0,1 %     |
| 3    | Aéroport international de Dallas-Fort Worth         | Dallas/Fort Worth, Texas, États-Unis    | DFW              | 765 109              | en diminution         | -2,4 %     |
| 4    | Aéroport international de Los Angeles               | Los Angeles, Californie, États-Unis     | LAX/KLAX         | 645 424              | en diminution         | -12,6 %    |
| 5    | Aéroport international Sky Harbor de Phoenix        | Phoenix, Arizona, États-Unis            | PHX/KPHX         | 545 771              | en diminution         | -1,4 %     |
| 6    | Aéroport de Paris-Charles-de-Gaulle                 | Roissy-en-France, Île-de-France, France | CDG/LFPG         | 510 098              | en diminution         | -2,5 %     |
| 7    | Aéroport international de Minneapolis-Saint-Paul    | Minneapolis, Minnesota, États-Unis      | MSP/KMSP         | 507 669              | en augmentation       | +1,2 %     |
| 8    | Aéroport de Van Nuys                                | Los Angeles, Californie, États-Unis     | VNY/KVNY         | 498 477              | en augmentation       | +9,1 %     |
| 9    | Aéroport international McCarran                     | Las Vegas, Nevada, États-Unis           | LAS/KLAS         | 496 845              | en stagnation         | +0,6 %     |
| 10   | Aéroport international de Denver                    | Denver, Colorado, États-Unis            | DEN/KDEN         | 494 834              | en augmentation       | +2,2 %     |

## Classement 2000
| Rang | Aéroport                                            | Situation                               | Code (IATA/ICAO) | Nombre de mouvements | Évolution / rang 2005 | Changement |
| ---- | --------------------------------------------------- | --------------------------------------- | ---------------- | -------------------- | --------------------- | ---------- |
| 1    | Aéroport international Hartsfield-Jackson d'Atlanta | Atlanta, Géorgie, États-Unis            | ATL              | 915 454              | en stagnation         | +0,6 %     |
| 2    | Aéroport international O'Hare de Chicago            | Chicago, Illinois, États-Unis           | ORD              | 908 989              | en augmentation       | +1,4 %     |
| 3    | Aéroport international de Dallas-Fort Worth         | Dallas/Fort Worth, Texas, États-Unis    | DFW              | 837 779              | en stagnation         | +0,7 %     |
| 4    | Aéroport international de Los Angeles               | Los Angeles, Californie, États-Unis     | LAX/KLAX         | 783 433              | en stagnation         | +0,6 %     |
| 5    | Aéroport international Sky Harbor de Phoenix        | Phoenix, Arizona, États-Unis            | PHX/KPHX         | 637 779              | en augmentation       | +12,5 %    |
| 6    | Aéroport métropolitain de Détroit                   | Détroit, Michigan, États-Unis           | DTW/KDTW         | 555 375              | en stagnation         | -0,7 %     |
| 7    | Aéroport international de Minneapolis-Saint-Paul    | Minneapolis, Minnesota, États-Unis      | MSP/KMSP         | 523 146              | en augmentation       | +2,5 %     |
| 8    | Aéroport international McCarran                     | Las Vegas, Nevada, États-Unis           | LAS/KLAS         | 521 300              | en diminution         | -4,0 %     |
| 9    | Aéroport international de Denver                    | Denver, Colorado, États-Unis            | DEN/KDEN         | 520 073              | en augmentation       | +5,0 %     |
| 10   | Aéroport de Paris-Charles-de-Gaulle                 | Roissy-en-France, Île-de-France, France | CDG/LFPG         | 517 657              | en augmentation       | +8,8 %     |